# Boisse-Penchot
Boisse-Penchot (okzitanisch Boissa e Panchòt) ist eine französische Gemeinde mit 515 Einwohnern (Stand 1. Januar 2022) im Département Aveyron in der Region Okzitanien (vor 2016 Midi-Pyrénées). Sie gehört zum Arrondissement Villefranche-de-Rouergue und zum Kanton Lot et Dourdou. Die Einwohner werden Penchotins genannt.

## Geografie
Boisse-Penchot liegt etwa 33 Kilometer nordwestlich von Rodez am Fluss Lot, der die Gemeinde im Norden begrenzt und in den hier der Riou Mort mündet. Umgeben wird Boisse-Penchot von den Nachbargemeinden Livinhac-le-Haut im Norden, Decazeville im Osten und Südosten, Viviez im Süden, Les Albres im Südwesten sowie Bouillac im Westen.

## Bevölkerungsentwicklung
| Jahr                       | 1962 | 1968 | 1975 | 1982 | 1990 | 1999 | 2006 | 2019 |
| Einwohner                  | 818  | 735  | 622  | 646  | 546  | 509  | 536  | 518  |
| Quellen: Cassini und INSEE |      |      |      |      |      |      |      |      |

## Sehenswürdigkeiten
- Kirche Saint-Joseph aus dem Jahr 1964

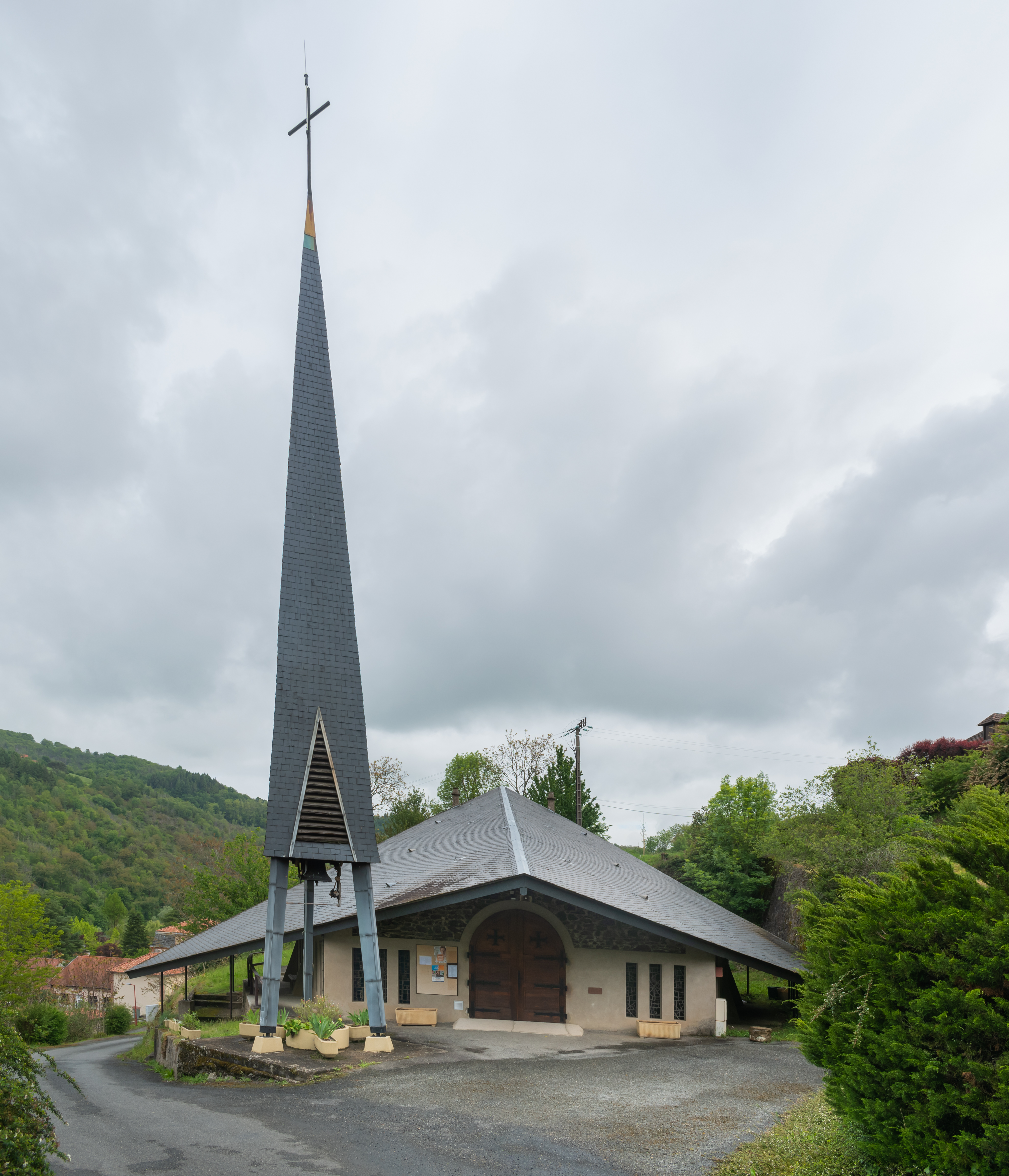
Kirche Saint-Joseph